# Небалія
Небалія (Nebalia) — рід своєрідних морських ракоподібних ряду Тонкопанцирні (Leptostraca).

## Опис
Сполучають в собі ознаки як нижчих (Entomostraca) так і вищих (Malacostraca) ракоподібних. Подібно до останніх вони мають 5 сегментів в голові і 8 в грудях, і мають так само розташовані статеві отвори, але ззаду тіло закінчується вилочкою (furca), як у Entomostraca. Панцир є, як у нижчих форм, двостулковим і прикриває задніми краями основу черевця. Зябра пластинчаті і сидять, як у Entomostraca, на грудних ніжках. Небалії мають дві нефридіальні залози: антеннальну, як Malacostraca, і максилларну (рудиментарну), як Entomostraca. Серце у вигляді подовженої трубки тягнеться в грудях і в черевці. Розвиток нагадує шизопод (Schizopoda).

## Класифікація
Рід включає близько 30 видів: 
- Nebalia abyssicola Ledoyer, 1997
- Nebalia antarctica Dahl, 1990
- Nebalia biarticulata Ledoyer, 1997
- Nebalia bipes (Fabricius, 1780)
- Nebalia borealis Dahl, 1985
- Nebalia brucei Olesen, 1999
- Nebalia cannoni Dahl, 1990
- Nebalia capensis Barnard, 1914
- Nebalia clausi Dahl, 1985
- Nebalia dahli Kazmi & Tirmizi, 1989
- Nebalia daytoni Vetter, 1996
- Nebalia falklandensis Dahl, 1990
- Nebalia geoffroyi Milne-Edwards, 1928
- Nebalia gerkenae Haney & Martin, 2000
- Nebalia herbstii Leach, 1814
- Nebalia hessleri Martin, Vetter & Cash-Clark, 1996
- Nebalia ilheoensis Kensley, 1976
- Nebalia kensleyi Haney & Martin, 2005
- Nebalia kocatasi Moreira, Kocak & Katagan, 2007
- Nebalia lagartensis Escobar-Briones & Villalobos-Hiriart, 1995
- Nebalia longicornis Thomson, 1879
- Nebalia marerubri Wägele, 1983
- Nebalia melanophthalma Ledoyer, 2002
- Nebalia mortoni Lee & Bamber, 2011[3]
- Nebalia neocaledoniensis Ledoyer, 2002
- Nebalia patagonica Dahl, 1990
- Nebalia reboredae Moreira & Urgorri, 2009
- Nebalia schizophthalma Haney, Hessler & Martin, 2001
- Nebalia strausi Risso, 1826
- Nebalia troncosoi Moreira, Cacabelos & Dominguez, 2003
- Nebalia villalobosi Ortiz, Winfield & Chazaro-Olvera, 2011